# ساورن
ساورن (به فرانسوی: Saverne) یک کمون در فرانسه است که در canton of Saverne واقع شده‌است.

## خصوصیات
ساورن ۲۶٫۰۱ کیلومترمربع مساحت و ۱۱٬۹۰۷ نفر جمعیت دارد و ۲۰۰ متر بالاتر از سطح دریا واقع شده‌است.

## خواهرخوانده
شهرهای دوناشینگن و Mława خواهرخوانده‌های ساورن هستند.